# Cá sặc trân châu
Cá sặc trân châu, cá sặc ngọc trai hay cá mã giáp(tên khoa học là Trichopodus leerii), là một loài cá trong họ Cá tai tượng bản địa của vùng Đông Nam Á. Loài này thường được sủ dụng làm cá cảnh.

## Mô tả

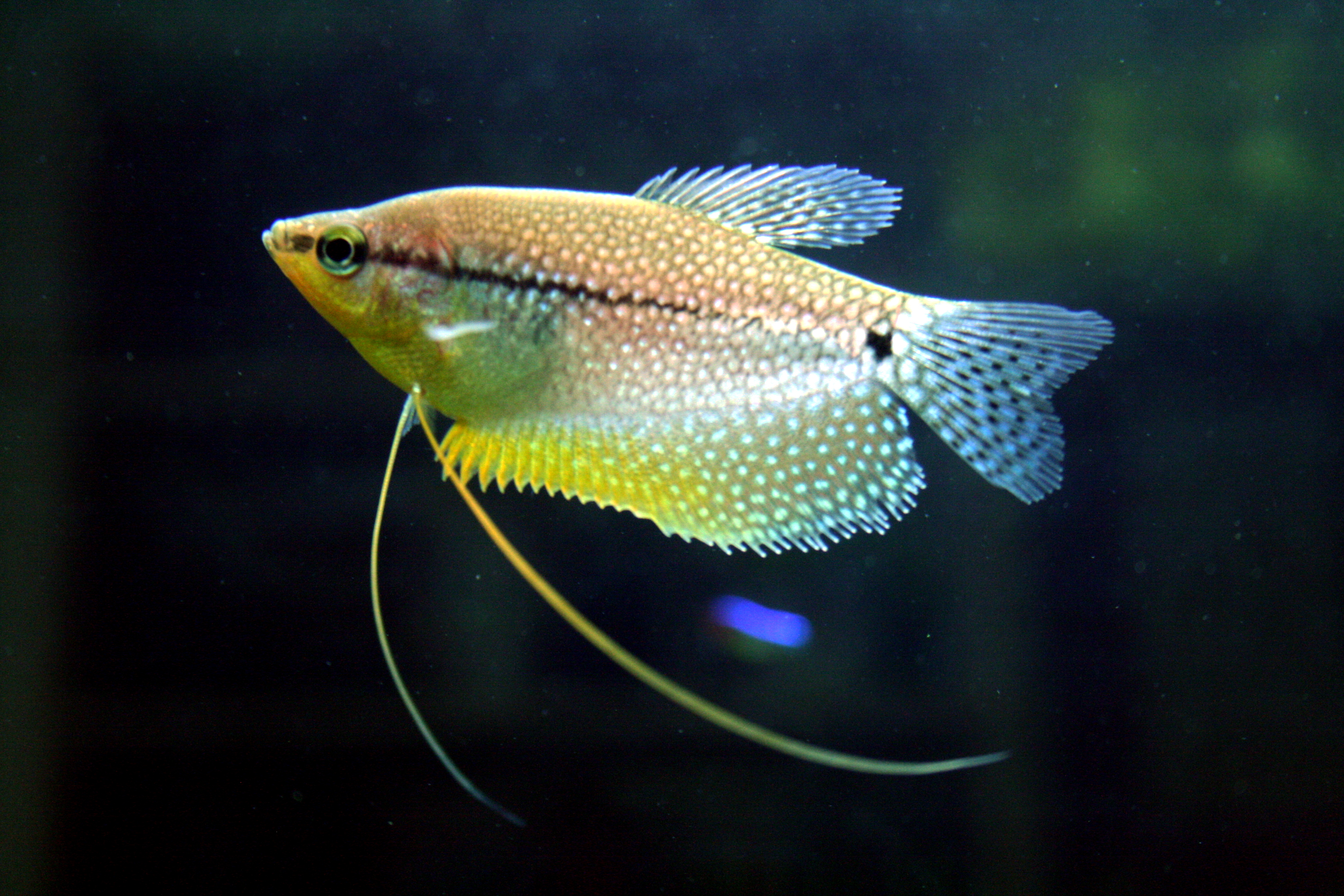
Cá sặc trân châu

Cá sặc trân châu trưởng thành có chiều dài trung bình khoảng 12 cm. Giống như các loài cá sặc khác, chúng có cơ thể thuôn dài hình bầu dục, miệng nhỏ hướng lên trên, và cặp vây bụng đặc biệt biến đổi thành râu xúc giác. Màu sắc chủ đạo của chúng biến đổi từ nâu đỏ đến cam và màu trắng nhạt, với thân mình được bao phủ bởi các hoa văn tròn sáng (giống ngọc trai) kéo dài từ sau mang đến hết đuôi, nổi bật một sọc đen chạy dọc từ miệng qua mắt, nhạt dần và kết thúc với chấm đen ở gốc vây đuôi.
Loài này cũng có dị hình giới tính khá rõ nét. Con đực thường lớn hơn và có màu sắc sặc sỡ hơn con cái. Trong mùa sinh sản, màu cam ở con đực có thể trở nên đậm hơn. Và chúng cũng phát triển các tia kéo dài ở vây hậu môn và vây lưng - điều hiếm xuất hiện ở con cái.

## Phân bố và môi trường sống
Cá sặc trân châu có nguồn gốc từ Thái Lan, Malaysia, Sumatra và Borneo. Nó thường được tìm thấy trong vùng đất thấp đầm lầy với nước có tính axit; cá ưa thích các tần nước trên và giữa. Giống như các loài cá có mê lộ khác, loài này cũng có cơ quan hô hấp phụ (mê lộ) trong mang, cho phép chúng lấy oxy trực tiếp từ không khí và tồn tại ở những nơi nước tù đọng, thiếu oxy.

## Sinh thái học
Cá là loài ăn tạp thiên về động vật, thức ăn chủ yếu trong môi trường tự nhiên là các loại côn trùng, giáp xác, thân mềm nhỏ. Trong môi trường nuôi nhốt, chúng chấp nhận hầu hết mọi loại thức ăn cho cá.
Con đực thường trở nên hung dữ hơn trong mùa sinh sản, mặc dù chúng vẫn có thể sống chung với các con đực khác. Đây là loài làm tổ bọt, cá đực sẽ tạo một đám bọt khí từ chất nhờn trong miệng bám vào thực vật thủy sinh, đây sẽ là nơi cung cấp oxy và chỗ bám cho trứng và cá con trong thời gian đầu.
Do màu sắc đẹp, bản tính hiền lành, ít phá hoại, cá sặc trân châu thường được nuôi làm cá cảnh trong các hồ thủy sinh cộng đồng.